# Otzoloapan
Otzoloapan est une municipalité de l'État de Mexico, au Mexique. Elle couvre une superficie de 160,48 km2 et compte 3 872 habitants en 2015.